# Aeropuerto Internacional de Kuala Lumpur
El Aeropuerto Internacional de Kuala Lumpur (KLIA, IATA: KUL, OACI: WMKK) es el principal aeropuerto internacional de Malasia y está ubicado en el distrito de Sepang, en el sur del estado de Selangor, a 50 km de la capital, Kuala Lumpur. Construida a un costo de alrededor de 3,5 billones de dólares, el Aeropuerto Internacional de Kuala Lumpur fue inaugurado el 27 de junio de 1998. Su eslogan fue "Acercando el mundo a Malasia y Malasia al mundo (Bringing the World to Malaysia and Malaysia to the World)".
El aeropuerto es operado por Malaysia Airports Holdings Berhad y es el principal centro de conexión de Malaysia Airlines, Malaysia Airlines Cargo y Air Asia.

## Historia

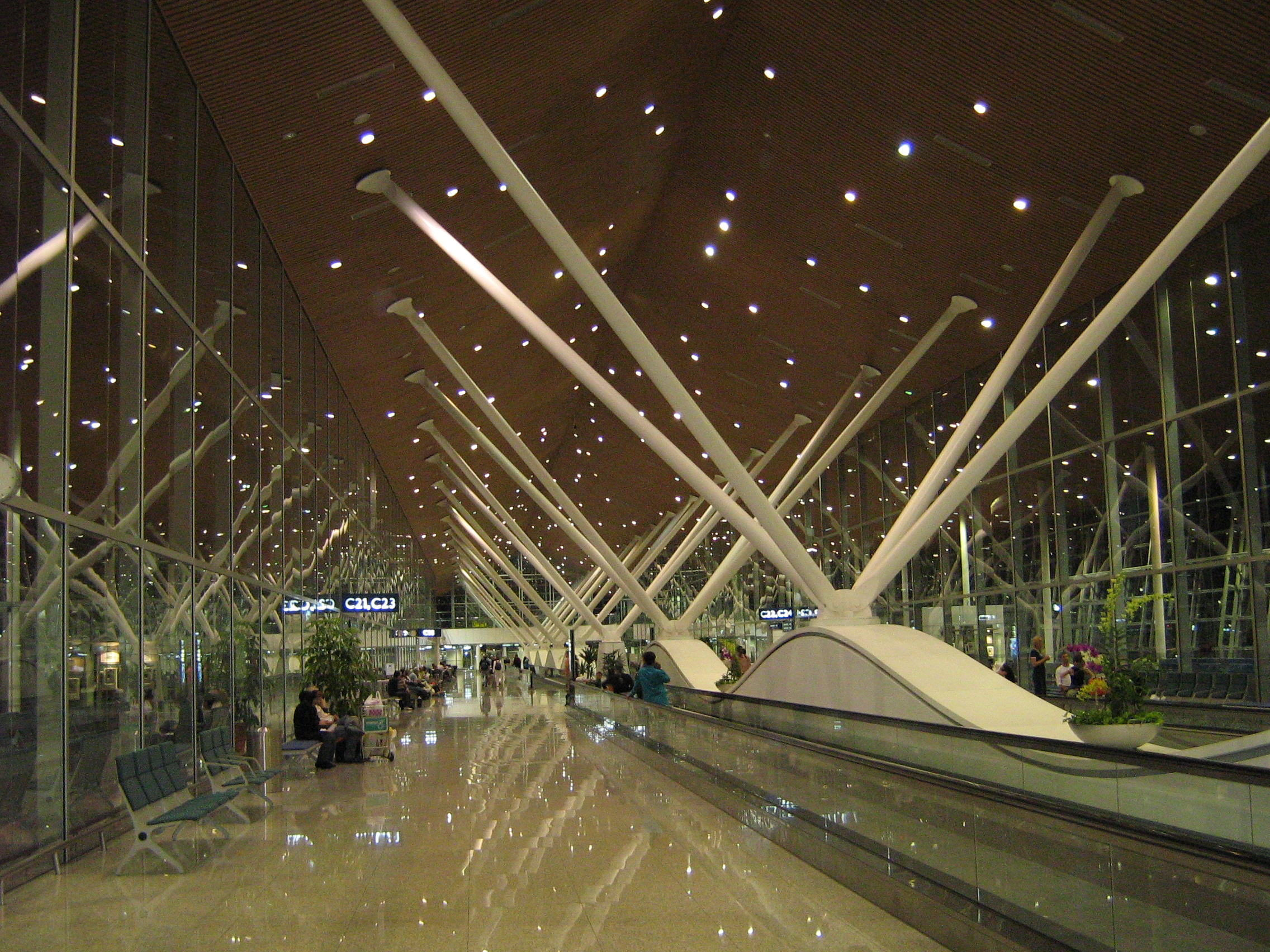
Sala de preembarque de noche.

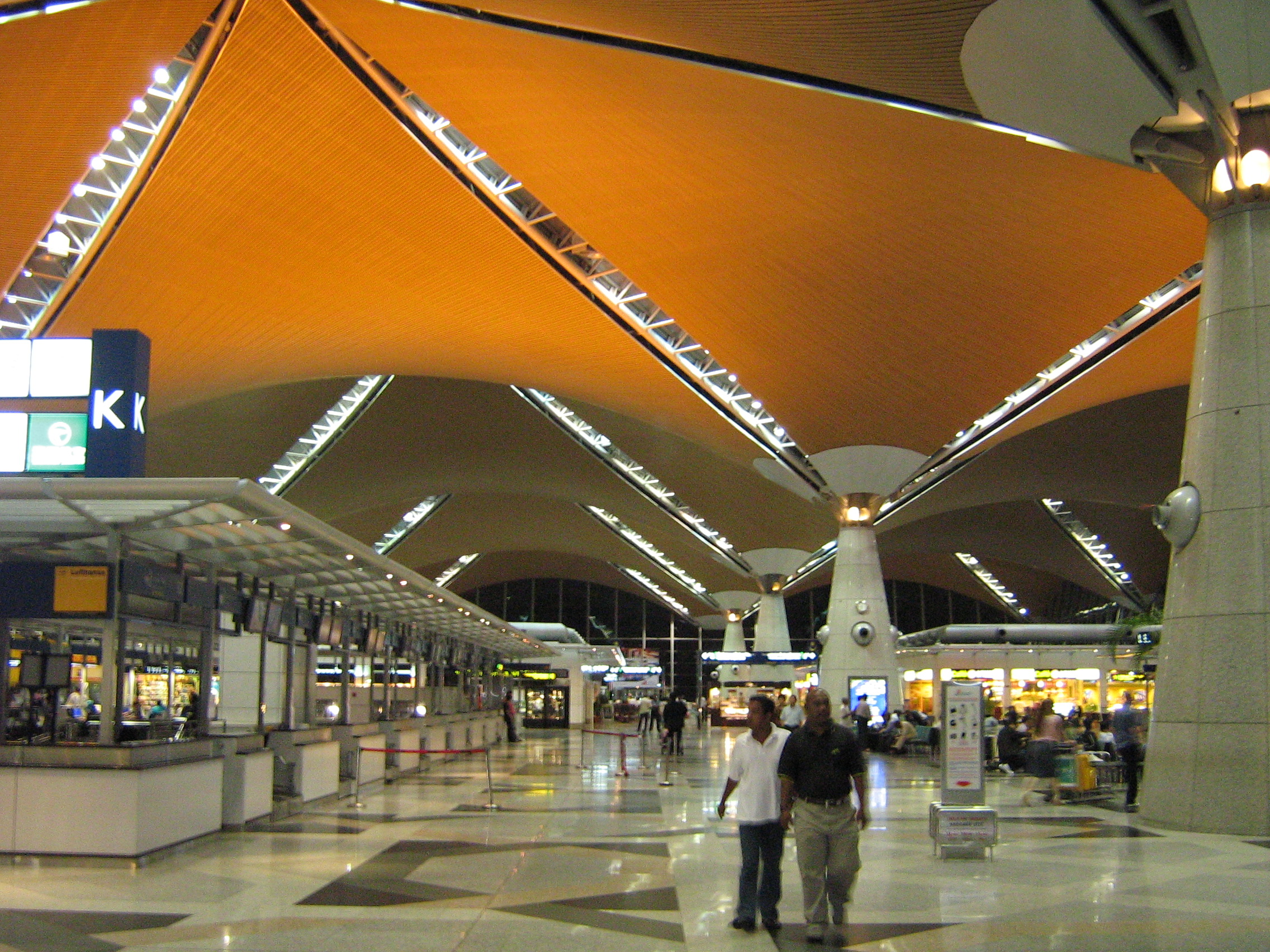
Mostradores para el check-in.

La planificación del Aeropuerto Internacional de Kuala Lumpur empezó en 1990 cuando el gobierno decidió que el existente Aeropuerto Internacional de Subang (actual Aeropuerto Sultan Abdul Aziz Shah) no sería suficiente para enfrentar la demanda futura. El primer ministro de Malasia, Mahathir bin Mohamad fue el principal impulsor del proyecto, el cual fue visto como un importante componente del Multimedia Super Corridor (Supercorredor Multimedia).
La decisión fue muy controvertida en varios aspectos: La ubicación, a más de 50 km de Kuala Lumpur fue vista como un inconveniente; el asunto del precio, y la diferencia con las estimaciones originales fue considerable; y las críticas aducían que, contrariamente a las afirmaciones del gobierno, el Aeropuerto Internacional de Subang aun podía ser ampliado. Inclusive, las obras en Subang continuaron conjuntamente a las del Aeropuerto Internacional de Kuala Lumpur. La nueva Terminal 3 de Subang fue habilitada en diciembre de 1993 y la Terminal 2 fue renovada en 1995, apenas tres años antes de la apertura del Aeropuerto Internacional de Kuala Lumpur.
La inauguración del aeropuerto tuvo lugar el 27 de junio de 1998, (una semana antes que el nuevo Aeropuerto Internacional de Hong Kong) con importantes problemas. Los sistemas de los puentes de embarque y de asignación de bahías dejaron de funcionar, formándose filas por todo el aeropuerto, lo mismo ocurrió con el sistema de manejo de equipajes, con equipajes extraviados y esperas de más de cinco horas. Muchos de estos inconvenientes se fueron solucionando, pero el sistema de manejo de equipajes continuó plagado de problemas y fue finalmente reemplazado por uno completamente nuevo en el 2006.
El aeropuerto no estuvo al margen de la "Crisis Financiera del Sudeste Asiático", que había comenzado en 1997, y como consecuencia de ello el tráfico de pasajeros en Malasia y la región disminuyó. El crecimiento de pasajeros fue al principio negativo y las aerolíneas que habían empezado a volar al Aeropuerto Internacional de Kuala Lumpur, incluyendo All Nippon Airways, British Airways, Lufthansa y Northwest Airlines, pronto suspendieron sus servicios debido a que dejaron de ser rentables. La primera fase del aeropuerto fue diseñada para una capacidad de 25 millones de pasajeros por año, pero al cabo del primer año de operaciones, la cifra apenas llegó a 13.2 millones de pasajeros. A pesar de ello, el tráfico finalmente se recuperaría hasta alcanzar los 21.1 millones en el 2004 y 23,2 millones de pasajeros en el 2005; de todos modos, bastante por debajo de las estimaciones originales de 25 millones para el año 2003.
Desde el 2000, el Aeropuerto Internacional de Kuala Lumpur ha ganado numerosos premios, los más recientes fueron, entre otros, "Mejor Aeropuerto en la Categoría de 15 a 25 millones de pasajeros anuales", "Tercer Mejor Aeropuerto del Mundo" y "Tercer Mejor Aeropuerto en Asia/Pacífico", todos entregados por su desempeño durante el 2005 por AETRA. 
El nombre de Aeropuerto Internacional de Kuala Lumpur ha sido previamente utilizada como un nombre alternativo para el Aeropuerto Internacional de Subang (actual Aeropuerto Sultan Abdul Aziz Shah).

### Planes futuros
- De acuerdo al Ninth Malaysia Plan (Noveno Plan Malasia), una nueva pista y un nuevo satélite serán construidos para satisfacer la creciente demanda de pasajeros. Sin embargo, esto aún está en etapa de planeamiento.
  - Fase 2: manejar 35 millones de pasajeros por año para el 2008.
  - Fase 3 (2008 en adelante): mayor expansión del aeropuerto para manejar 45 millones de pasajeros por año para el 2012.

- En noviembre del 2006, el gobierno de Malasia anunció que en principio, ha aprobado la construcción de una conexión ferroviaria entre la Terminal Principal y la Terminal de Aerolíneas de Bajo Costo. Las obras están planeadas para iniciarse en el 2007. No obstante, no hubo confirmación del nombre de la compañía que se hará cargo del proyecto, tampoco hubo indicios de que sería directamente conectada al existente tren de alta velocidad del aeropuerto.
- También hubo una propuesta para una conexión por medio de monorriel al Circuito Internacional de Sepang.
- Malaysia Airports Holding Berhad, la compañía que administra el Aeropuerto Internacional de Kuala Lumpur ha aprobado la ampliación de la Terminal de Aerolíneas de Bajo Costo que se iniciarán a principios del 2007 para servir a una mayor cantidad de pasajeros ya que actualmente está operando al límite de su capacidad.[1]
- Hay suficiente espacio y capacidad para desarrollar infraestructura que permita servir a 100 millones de pasajeros anuales, cuatro pistas para el 2020 y dos mega-terminales y cuatro satélites. Una vez que las tres fases sean completadas, los alrededores del aeropuerto incluirán sendas para que los pasajeros con jet lag puedan caminar, campos de golf, un parque temático, un centro comercial, hoteles, y una reserva natural en la zona pantanosa. El Circuito Internacional de Sepang ya está en las inmediaciones.

## Diseño

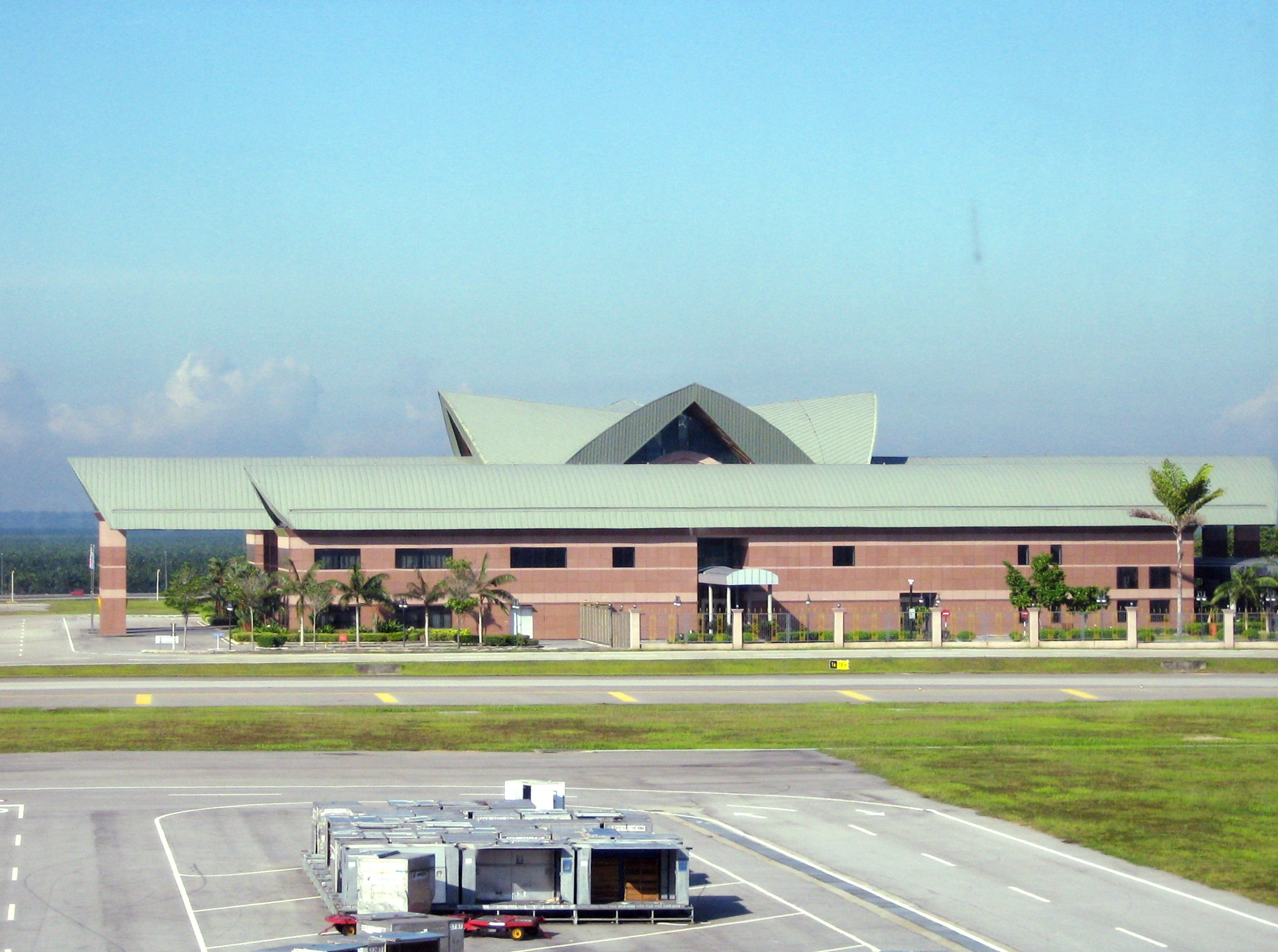
Kompleks Bunga Raya - Un complejo vip.

El Aeropuerto Internacional de Kuala Lumpur fue diseñado por el arquitecto japonés Kisho Kurokawa. El aeropuerto fue diseñado usando el concepto de "Aeropuerto en la selva, selva en el aeropuerto", según el cual está rodeado por espacios verdes. Fue realizado con la cooperación del Forest Research Institute of Malaysia (Instituto de Investigaciones Forestales de Malasia). Una completa sección de la selva fue trasplantada, incluyendo sus raíces y todo lo demás, desde la selva misma y dispuestos en medio de la terminal satélite.
El aeropuerto fue diseñado para recibir a 100 millones de pasajeros por año. A pesar de sus dimensiones, está diseñado para dispersar el tráfico humano a todos los rincones del edificio, con una distribución y señalización en malayo, inglés, mandarín, japonés y árabe. Las facilidades para las personas con capacidades reducidas además cumplen con los estándares internacionales. Además cuenta con un automated people mover (trasladador de pasajeros automático) y corredores móviles para permitir un rápido y fácil desplazamiento en el aeropuerto.

## Infraestructura e instalaciones

Mapa del Aeropuerto

Las pistas y edificios cubren una superficie total de 100 km², y con sus 75 puentes de embarque es en teoría, capaz de manejar 100 movimientos de aviones en un determinado momento. Hay 216 mostradores para el check-in, agrupados en seis pasillos para el check-in. El aeropuerto es el primero en el mundo en utilizar el Total Airport Management System (Sistema de Administración Total de Aeropuerto) –si bien el sistema fue criticado por los recurrentes problemas del aeropuerto por el ministro de Transporte Ling Liong Sik–.

### Torre de Control del Tráfico Aéreo

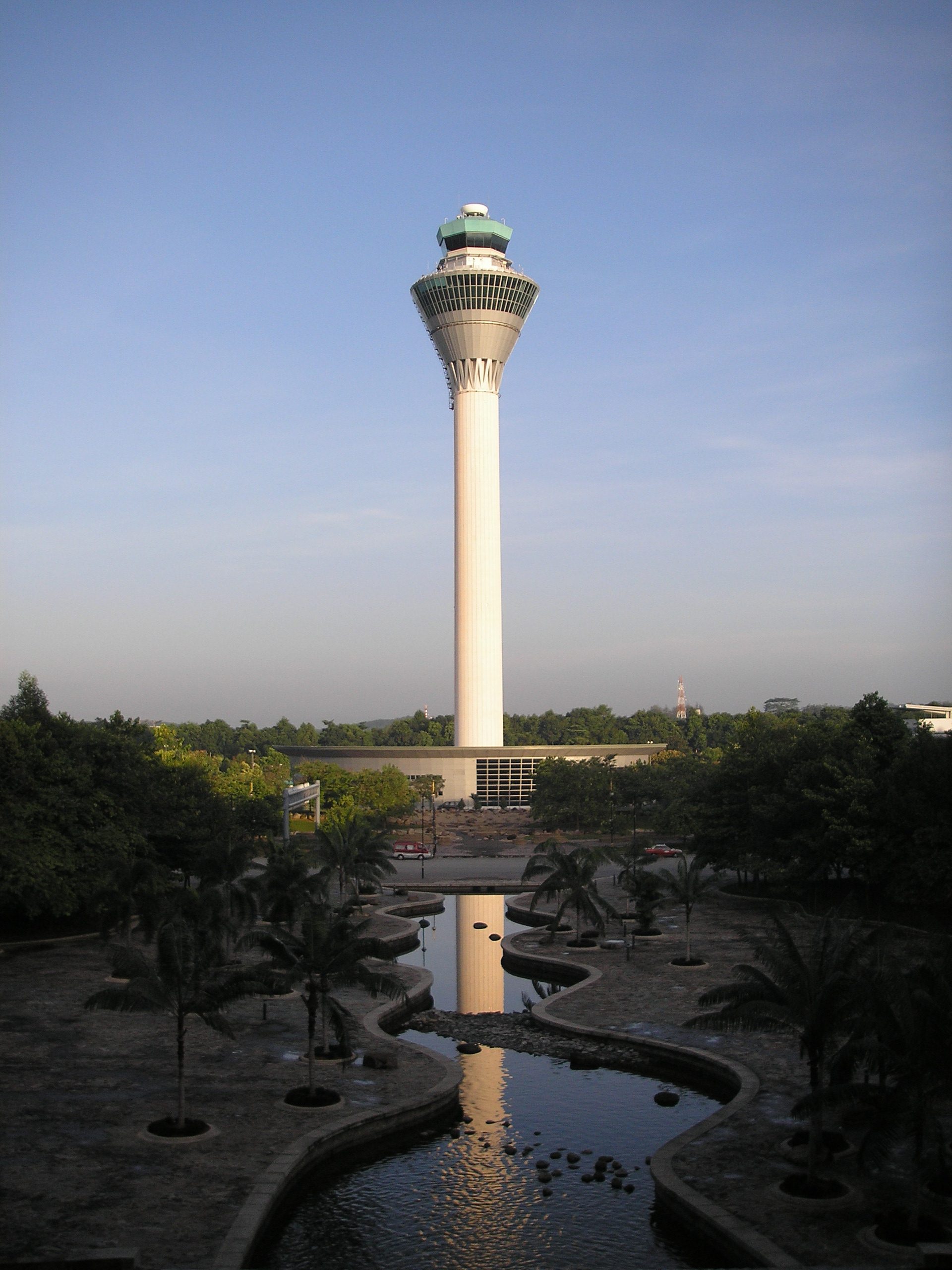
Torre de Control del aeropuerto.

La torre de 130 m de altura es en la actualidad, la segunda torre de control aéreo más alta del mundo, detrás de la del Nuevo Aeropuerto Internacional de Bangkok. Tiene la forma de una llama olímpica y alberga los sistemas de control del tráfico aéreo y el equipamiento de radar.

### Pistas
El Aeropuerto Internacional de Kuala Lumpur posee dos pistas paralelas. Ambas tienen una longitud superior a los 4000 m y un ancho de 60 m. Cada pista tiene también 10 calles de rodaje con un tiempo de rodaje que oscila entre los 2 y 11 minutos aproximadamente. Las dos pistas de servicio completo tienen una capacidad de operación de 120 movimientos por hora cuando una de las pistas se utiliza para el despegue y la otra para el aterrizaje. Ambas pistas también cuentan con una calle de rodaje completamente paralela junto a una segunda calle de rodaje paralela. Las pistas del aeropuerto van a ser renovadas con el objeto de adaptarlas al Airbus A380. Futuras expansiones del Plan Maestro incluye la construcción de otras dos pistas.

### Sistema de Manejo de Equipajes

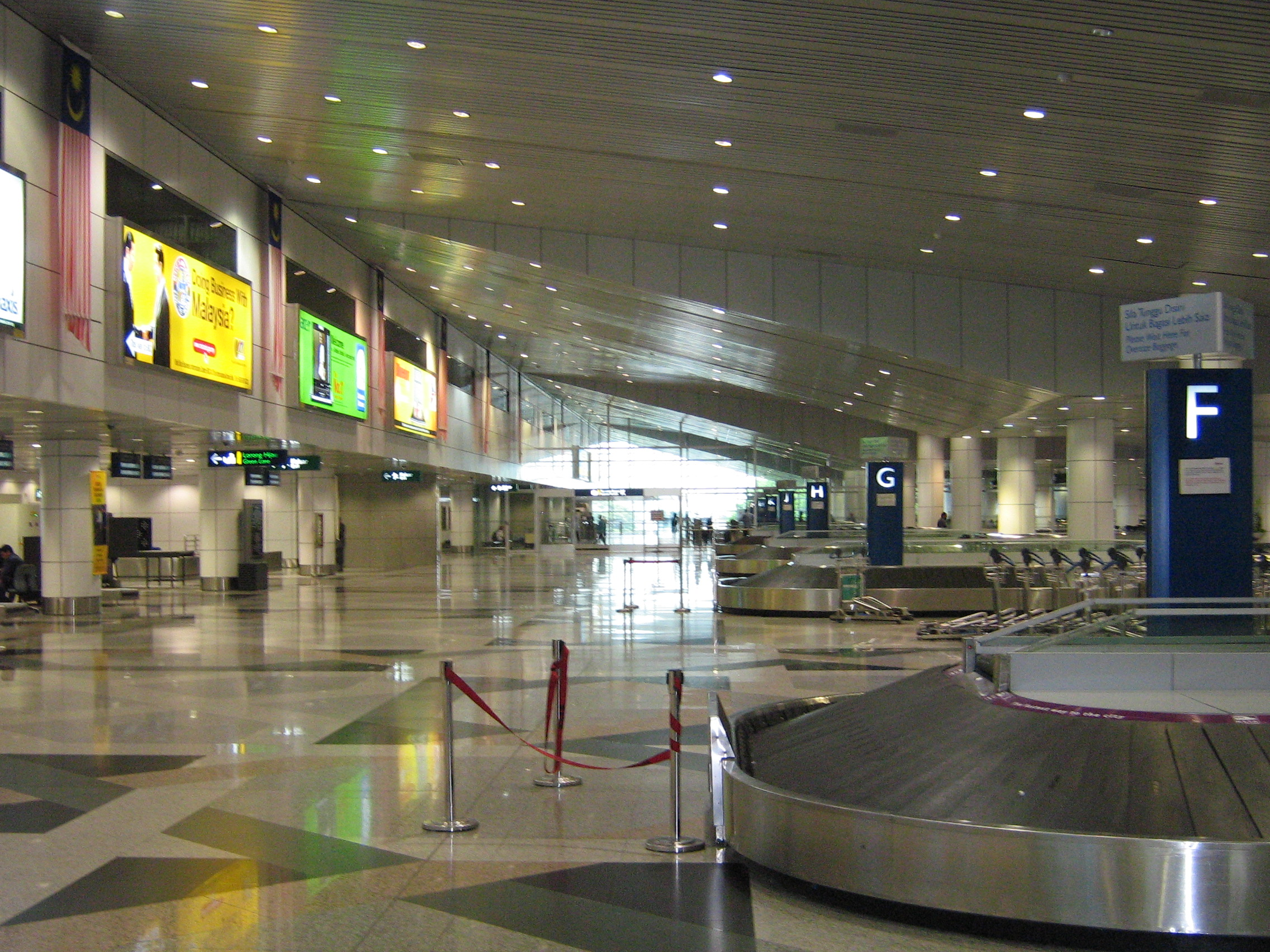
Despacho de equipajes.

El sistema de manejo de equipajes del Aeropuerto Internacional de Kuala Lumpur posee un check-in de equipajes compartido en cualquiera de los 216 mostradores, las 24 horas del día e incorpora un control automático de clasificación por código de barras, monitoreo en línea de 3 niveles de seguridad para equipajes, y cintas transportadoras de alta velocidad.
- 8 mostradores para el check-in de equipajes en el estacionamiento por períodos cortos
- 8 mostradores para el check-in de equipajes en las estaciones de colectivo y trenes
- Almacenaje de equipaje para check-in tempranos (capacidad de 1.200)
- 12 carruseles para la entrega de equipajes
- Un total de 33 km de cintas transportadoras para todo el sistema (parte de las cintas atraviesan un túnel de 1,1 km que conecta la Terminal Principal con la Terminal Satélite).

El sistema fue construido por Toyo Kanetsu; y en el 2006 un contrato para extender el sistema desde la Terminal Satélite a la plataforma del Express Rail Link en la Terminal Principal fue concedida a Siemens AG.
Casos de robo de equipajes también han sido frecuentemente reportados, y en el 2006, ocho trabajadores del aeropuerto fueron condenados por dichos robos.

### Incendio y rescate

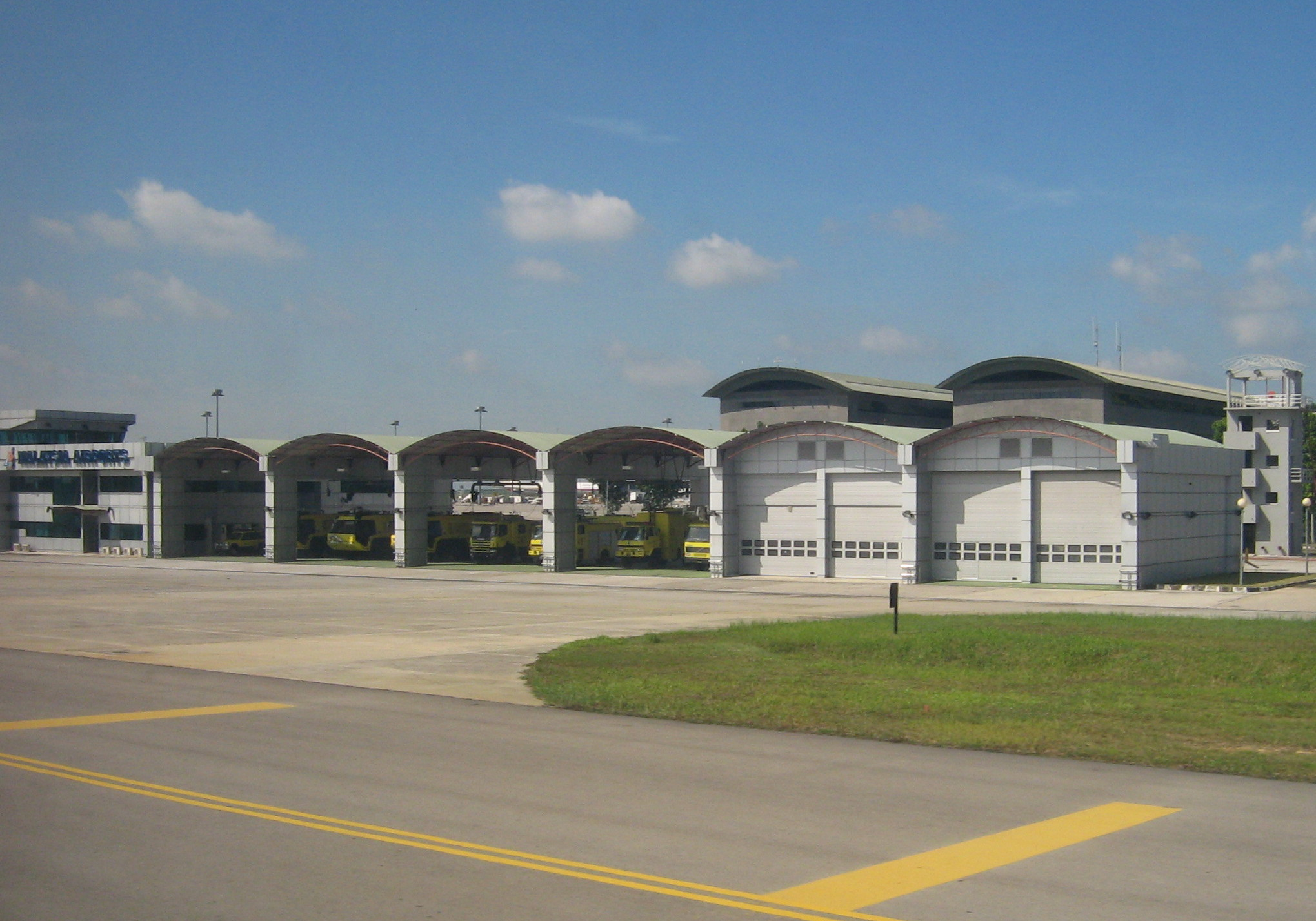
Departamento de bomberos del aeropuerto.

Los servicios de incendio y rescate están preparados para lidiar con los accidentes que ocurran en el aeropuerto o en sus inmediaciones.
- Estación de Bomberos 1: construido sobre un terreno de 170,000 pies cuadrados, con un área edificada de 11.400 pies cuadrados; edificio de estructuras de acero en una distribución de dos plantas.

- Estación de Bomberos 2: construido sobre un terreno de 60,500 pies cuadrados, con un área edificada de 12.900 pies cuadrados; Edificio de estructuras de acero en una distribución de dos plantas.

Hay siete Vehículos Lanzadores de Espuma Ultra Grandes (que cuestan cada uno, 3.8 millones de rupiahs), un Comando y control, una Escalera giratoria, un vehículo de primeros auxilios, dos Lanzadores de agua, un vehículo para el Oficial a cargo, y un vehículo de rescate.

## Seguridad
La seguridad del aeropuerto recae en el ámbito de la División de Seguridad de Aviación del Aeropuerto Internacional de Kuala Lumpur, entrenada por la Polis DiRaja Malaysia (PDRM) o Academia Real de Policía de Malasia. A partir de los Atentados del 11 de septiembre de 2001, la seguridad del aeropuerto ha sido reforzada mediante inspecciones más exigentes en los puestos de control de seguridad, nuevos equipos de rayos X y sistemas de vigilancia más sofisticados. El personal de seguridad en el Aeropuerto Internacional de Kuala Lumpur ha recibido la autorización para vestir el mismo uniforme azul fácilmente identificable de sus pares de la Academia Real de Policía de Malasia.
Estas medidas implicaron que los pasajeros deban hacerse cargo de parte de los costos en forma de un recargo por seguridad.
En vista de los alertas de máxima seguridad que imperan en el Reino Unido y en los Estados Unidos, los controles de seguridad monitoreados han sido extendidos a los propios pasajeros y su equipaje de mano, como así también al equipaje destinado a las bodegas de los aviones en los vuelos con destinos en el Reino Unido y Estados Unidos desde el Aeropuerto Internacional de Kuala Lumpur.

### Recargo por seguridad
Los pasajeros tanto internacionales como domésticos que utilicen el aeropuerto deberán pagar, 6 rupiahs los primeros y 3 rupiahs los que utlilicen vuelos de cabotaje, cobrados por el operador del aeropuerto como parte del costo de los pasajes.

## Transporte de Cargas
El Centro Avanzado de Cargas del Aeropuerto Internacional de Kuala Lumpur abarca un terreno de 108 acres y puede manejar 1 millón de toneladas de cargas por año, con la posibilidad de ampliar la capacidad a 3 millones por año. El Centro Avanzado de Cargas está diseñado como un centro de conexión de transbordo integrado dentro de una Zona Franca. Entre sus instalaciones incluye: 
- Sistema de Almacenaje de Contenedores
- Sistema Automático de Almacenaje y Recuperación
- Monorriel Automático Electrificado
- Sistema de cintas transportadoras
- Terminal de trabajo para el desarmado y armado
- Vehículos grúa
- Espacio para el almacenaje de cargas no convencionales
- Explanada para el Almacenaje de Contenedores
- Aparatos de rayos X

### Hotel para animales
El Aeropuerto Internacional de Kuala Lumpur asegura ser el primer hotel para animales de "seis estrellas" para mascotas y animales para su utilización durante las paradas de transbordo.

## Terminales

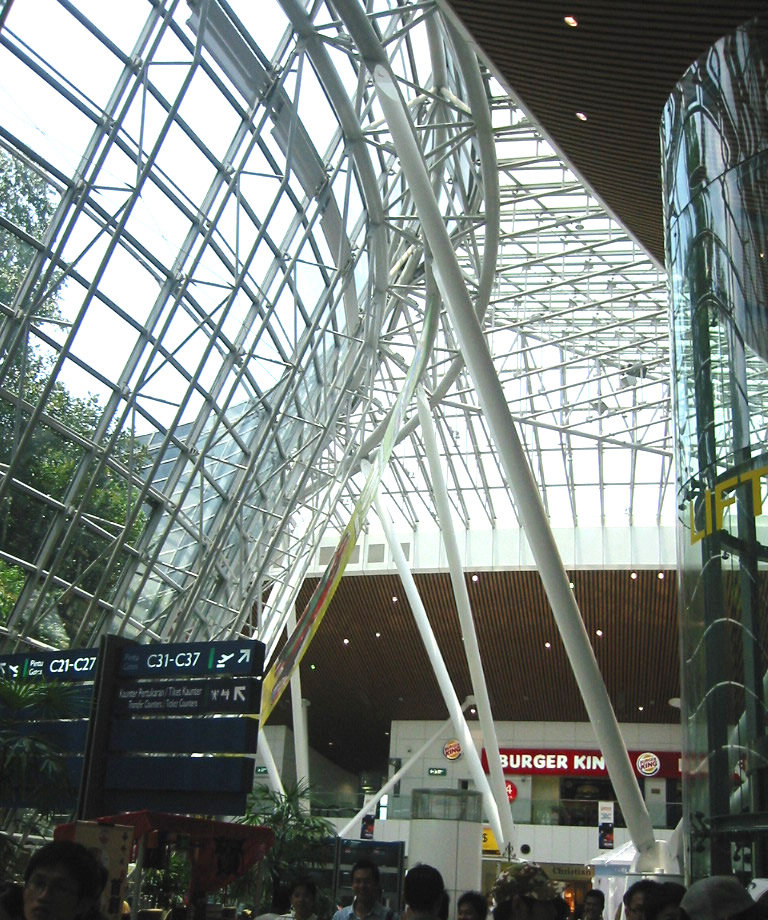
Interior de la Terminal Satélite.

El Complejo de Terminales de Pasajeros fue construido poniendo énfasis en permitir que la luz natural fluya hacia el interior del Complejo. Para ello, hay una gran extensión de vidrio por todo el edificio, y el espectacular techo tiene una estructura que permite que la luz natural se filtre hacia el interior. El Complejo de Terminales de Pasajeros consiste en tres edificios: el edificio de la Terminal Principal, el edificio de la Terminal Satélite y el Muelle de Contacto. Además del hotel de 80 habitaciones en la Terminal Satélite, está el hotel Pan Pacific KLIA de 5 estrellas y 450 habitaciones al cual se accede caminando por zonas cubiertas o mediante un servicio de transporte gratuito. También hay una zona comercial que abarca unos 85.000 m².

### Terminal Principal y Muelle de Contacto
La Terminal Principal se encarga de las partidas y arribos para vuelos de cabotaje (excepto Air Asia. Hay un total de 216 mostradores para el check-in, identificados con letras desde la A a la M (salteando la "I"). Los servicios de check-in múltiples están disponibles, diseñados para la utilización por parte de los pasajeros que arriban, parten o que están en tránsito. Hay 61 y 69 puestos de inmigración para los pasajeros que parten y arriban, respectivamente; 16 mostradores para transferencias y 32 puestos de aduana, como así también 12 carruseles de equipaje (10 para los pasajeros internacionales y 2 para los domésticos).
Servicios dentro de la Terminal incluyen:
- Cajeros automáticos del Maybank, EON Bank y RHB Bank
- Mostradores de Información y cabinas de información con pantalla táctil
- Centro de Fitness
- Centro de Negocios
- Duchas, saunas y spa
- Salas de oración para musulmanes
- Guardería y zona de juegos para niños
- Área de Presentación de Servicios, un pequeño área localizado en el nivel de Partidas de la Terminal Principal que muestra imágenes e información de los servicios y cronología del aeropuerto.
- Oficina postal
- Servicios médicos
- Centro de Asistencia al Pasajero
- Patio de comidas
- Salas de descanso
- Locales comerciales
- Área para fumadores

### Terminal Satélite

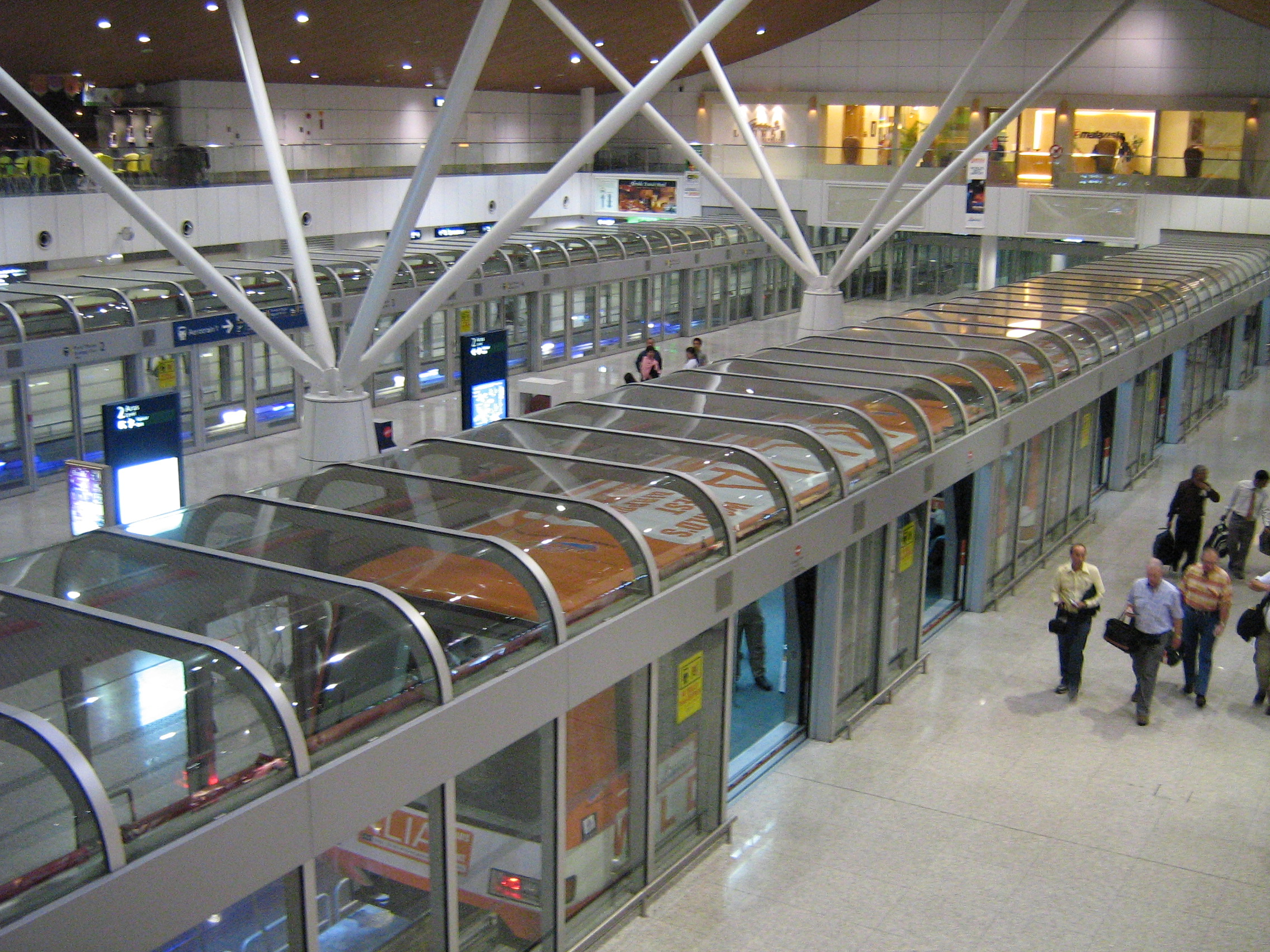
Estación del Aerotrain en la Terminal Principal.

El edificio alberga los vuelos internacionales que arriban y parten desde el Aeropuerto Internacional de Kuala Lumpur. Los pasajeros tienen que viajar hacia y desde la Terminal Satélite por medio del Aerotrain. Hay varios locales de ropa en el edificio, incluyendo numerosas marcas internacionales y recientemente, Mango ha abierto su primer local en un aeropuerto en la región asiática.

### Terminal de Aerolíneas de Bajo Costo (LCCT)
El principal objetivo para la construcción de la Terminal de Aerolíneas de Bajo Costo fue para responder al creciente tráfico de pasajeros de las aerolíneas de bajo costo, especialmente de la aerolínea Air Asia. La construcción de la Terminal fue de carácter urgente, iniciándose en junio del 2005 a un costo aproximado de 108 millones de rupiahs. 
La terminal de 3,53 ha está diseñada y construida para albergar el modelo de negocio de las aerolíneas de bajo costo que sólo requiere de servicios básicos en la terminal, sin pasillos móviles, escaleras mecánicas ni puentes de embarque.
La Terminal de Aerolíneas de Bajo Costo está ubicada en el lado opuesto a la Terminal Principal atravesando la rampa, próximo al área de cargas. Por ruta, la Terminal de Aerolíneas de Bajo Costo está situada a unos 20 km de la Terminal Principal.

### Transporte entre Terminales
- Terminal Principal - Terminal de Aerolíneas de Bajo Costo

La Terminal de Aerolíneas de Bajo Costo está conectada a la Terminal Principal mediante el servicio de autobús Nadi KLIA por 1.50 rupiahs (vigente en enero del 2007). El gobierno de Malasia anunció en noviembre del 2006 que ha aprobado la construcción de una conexión ferroviaria entre la Terminal Principal y La Terminal de Aerolíneas de Bajo Costo. El inicio de las obras de construcción está planeado para principios de 2007.
- Terminal Principal - Terminal Satélite A

La Terminal Principal y la Terminal Satélite están conectadas por el Aerotrain, un tren de tres vagones sin conductor que corre sobre un riel elevado y bajo las calles de rodaje con un intervalo de entre tres y cinco minutos. El viaje entre terminales insume menos de dos minutos, y cada tren con capacidad para 250 personas es capaz de transportar 3,000 pax/h por dirección a una velocidad máxima de 56 km/h. Este es un servicio complementario para todos los pasajeros que se desplazan desde y hacia la Terminal Satélite.

## Transporte terrestre
Las conexiones a Kuala Lumpur son posibles mediante el tren Expreso KLIA (KLIA Ekspres), el cual tiene un costo de 35 rupiahs, taxis (aproximadamente 60 rupiahs), y autobús. Todos los precios son los vigentes en enero del 2007.

### Tren

Mapa del Express Rail Link

Metro del Valle Klang

Dos Conexiones Ferroviarias Expreso (Express Rail Link) se dirigen hacia el Aeropuerto Internacional de Kuala Lumpur:
- KLIA Expreso (KLIA Ekspres) ofrece un servicio directo sin paradas desde la Terminal Aérea Metropolitana de Kuala Lumpur (KL City Air Terminal o KL CAT), que forma parte del centro de conexiones de Kuala Lumpur denominado Kuala Lumpur Central (Kuala Lumpur Sentral). El tramo entre Kuala Lumpur Central y la estación Conexiones Ferroviarias Expreso-Aeropuerto Internacional de Kuala Lumpur (Kuala Lumpur International Airport ERL Station) tiene una distancia de 57 kilómetros e insume exactamente 28 minutos.

- KLIA Tránsito (KLIA Transit) es un servicio de tren de alta velocidad que une Kuala Lumpur Central (Kuala Lumpur Sentral) y la estación Conexiones Ferroviarias Expreso-Aeropuerto Internacional de Kuala Lumpur (Kuala Lumpur International Airport ERL Station). Comparte la misma vía férrea con el KLIA Expreso (KLIA Ekspres), pero con paradas en varias estaciones. Los servicios de check-in no están disponibles en las estaciones del KLIA Tránsito (KLIA Transit).

En el Aeropuerto Internacional de Kuala Lumpur
- La estación del KLIA Expreso (KLIA Ekspres) está en el primer piso de la Terminal Central.
- A la estación del KLIA Tránsito (KLIA Transit) únicamente se puede acceder desde el tercer piso (zona de arribos) de la Terminal Central, a pesar de que se encuentra en el primer piso.

Actualmente, autobuses transportan pasajeros entre la Terminal Central y la Terminal de Aerolíneas de Bajo Costo.
En Kuala Lumpur Central
- Los trenes del Expreso Aeropuerto Internacional de Kuala Lumpur (KLIA Ekspres) salen de la Terminal Aérea Metropolitana de Kuala Lumpur (KL CAT) del nodo de transporte Kuala Lumpur Central (Kuala Lumpur Sentral). La Terminal Aérea Metropolitana de Kuala Lumpur (KL CAT) tiene la designación del IATA XKL y puede ser utilizada por pasajeros que suban al Expreso Aeropuerto Internacional de Kuala Lumpur (KLIA Ekspres) para realizar su check-in para vuelos que parten desde el Aeropuerto Internacional de Kuala Lumpur. Sin embargo, al día de la fecha, el check-in está disponible únicamente para los vuelos de Malaysia Airlines, Cathay Pacific Airways y Royal Brunei Airways.
- La estación del Tránsito Aeropuerto Internacional de Kuala Lumpur (KLIA Transit) en el Kuala Lumpur Central (Kuala Lumpur Sentral) está ubicada en la Explanada de Tránsito Principal en el Nivel 1 y no en la Terminal Aérea Metropolitana de Kuala Lumpur (KL CAT).

### Taxis & Limusinas
Los servicios en el aeropuerto de taxis y limusinas son provistos por Airport Limo. Se les reccomienda a los pasajeros que adquieran sus pasajes de taxi en los mostradores de Airport Taxis & Airport Limousine y evitar los cazaclientes que quizá cobren un sobreprecio. de Prcios de Taxi para mayor información.

### Autobús
Autobuses a la Terminal Principal del Aeropuerto Internacional de Kuala Lumpur
- Airport Coach
  - Express Coach (Desde los principales hotels en Kuala Lumpur por Hentian Duta)
  - Express Coach (Desde la estación de trenes de Sri Petaling)
  - Semi Express (Desde la estación de Nilai KTM)
- Travel and Tours
  - KR Travel and Tours (Desde la estación de Nilai KTM Komuter por la Terminal de Aerolíneas de Bajo Costo)
- Triton Bus
  - Express Coach (Desde Ipoh)
  - Express Coach (Desde Kuantan)
  - Express Coach (Desde Temerloh)

Autobuses a la Terminal de Aerolíneas de Bajo Costo del Aeropuerto Internacional de Kuala Lumpur
- SkyBus (desde Kuala Lumpur Central)
- AeroBus (desde Kuala Lumpur Central)
- Nadi KLIA (desde la Terminal Principal del Aeropuerto Internacional de Kuala Lumpur)
- KR Travel and Tours (desde la estación de Nilai KTM)

### Alquiler de auto
El servicio de alquiler de autos se puede contratar en los motradores localizados en la Explanada de Ariibos en la Terminal Central, las 24 horas del día.

## Aerolíneas y destinos
El aeropuerto es un centro de conexión de Malaysia Airlines, y una de las terminales del Puente Aéreo Kuala Lumpur-Singapur, operado por Malaysia Airlines y Singapore Airlines. 

### Destinos nacionales
| Aerolíneas        | Destinos |
| ----------------- | --- |
| AirAsia           | Alor Setar, Bintulu, Johor Bahru, Kota Bharu, Kota Kinabalu, Kuala Terengganu, Kuching, Labuan, Langkawi, Miri, Penang, Sandakan, Sibu, Tawau          |
| Malaysia Airlines | Alor Setar, Bintulu, Johor Bahru, Kota Bharu, Kota Kinabalu, Kuala Terengganu, Kuantan, Kuching, Labuan, Langkawi, Miri, Penang, Sandakan, Sibu, Tawau |
| Malindo Air       | Kota Bharu, Kota Kinabalu, Kuching, Langkawi, Penang                                                                                                   |

### Destinos internacionales
| Ciudades por países | Nombre del aeropuerto                          | Aerolíneas                                                                                           | Aeronaves           | Frecuencias semanales |        |
| África              | África                                         | África                                                                                               | África              | África                | África |
| ------------------- | ---------------------------------------------- | --- | ------------------- | --------------------- | ------ |
| Egipto              |                                                | |                     |                       |        |
| El Cairo            | Aeropuerto Internacional de El Cairo           | Egyptair                                                                                             |                     |                       |        |
| Etiopía             |                                                | |                     |                       |        |
| Adís Abeba          | Aeropuerto Internacional Bole                  | Ethiopian                                                                                            |                     |                       |        |
| Mauricio            |                                                | |                     |                       |        |
| Port Louis          | Aeropuerto Internacional de Mauricio           | Air Mauritius                                                                                        | A3xx                |                       |        |
| América             |                                                | |                     |                       |        |
| Canadá              |                                                | |                     |                       |        |
| Vancouver           | Aeropuerto Internacional de Vancouver          | Malaysia Airlines                                                                                    |                     |                       |        |
| Estados Unidos      |                                                | |                     |                       |        |
| Honolulú            | Aeropuerto Internacional de Honolulu           | AirAsia X (Vía KIX) Malaysia Airlines                                                                | A330-343*           |                       |        |
| Los Ángeles         | Aeropuerto Internacional de Los Ángeles        | Malaysia Airlines                                                                                    |                     |                       |        |
| Newark              | Aeropuerto Internacional Libertad de Newark    | Malaysia Airlines                                                                                    |                     |                       |        |
| Nueva York          | Aeropuerto Internacional John F. Kennedy       | Malaysia Airlines                                                                                    |                     |                       |        |
| Asia                |                                                | |                     |                       |        |
| Arabia Saudita      |                                                | |                     |                       |        |
| Medina              | Aeropuerto Príncipe Mohammad Bin Abdulaziz     | Malaysia Airlines (estacional) Saudia                                                                |                     |                       |        |
| Riad                | Aeropuerto Internacional Rey Khalid            | Saudia                                                                                               |                     |                       |        |
| Yida                | Aeropuerto Internacional Rey Abdulaziz         | AirAsia X Malaysia Airlines Saudia                                                                   | A330-343*           |                       |        |
| Bangladés           |                                                | |                     |                       |        |
| Chittagong          | Aeropuerto Internacional Shah Amanat           | Malindo Air                                                                                          |                     |                       |        |
| Daca                | Aeropuerto Internacional Zia                   | AirAsia Biman Bangladesh Malaysia Airlines Malindo Air                                               | A3xx                |                       |        |
| Birmania            |                                                | |                     |                       |        |
| Rangún              | Aeropuerto Internacional de Rangún             | AirAsia Malaysia Airlines Myanmar Airways International                                              | A3xx                |                       |        |
| Brunéi              |                                                | |                     |                       |        |
| Bandar Seri Begawan | Aeropuerto Internacional de Brunéi             | AirAsia Malaysia Airlines Royal Brunei Airlines                                                      | A3xx                |                       |        |
| Camboya             |                                                | |                     |                       |        |
| Nom Pen             | Aeropuerto Internacional de Nom Pen            | AirAsia Malaysia Airlines                                                                            | A3xx                |                       |        |
| Siem Reap           | Aeropuerto Internacional de Angkor             | AirAsia Malaysia Airlines                                                                            | A3xx                |                       |        |
| China               |                                                | |                     |                       |        |
| Chongqing           | Aeropuerto Internacional de Chongqing          | AirAsia X                                                                                            | A330-343*           |                       |        |
| Chengdú             | Aeropuerto Internacional de Chengdú            | AirAsia X                                                                                            | A330-343*           |                       |        |
| Dalian              | Aeropuerto Internacional Zhoushuizi            | Xiamen Airlines                                                                                      |                     |                       |        |
| Fuzhou              | Aeropuerto Internacional de Fuzhou             | Xiamen Airlines                                                                                      |                     |                       |        |
| Guangzhou           | Aeropuerto Internacional de Cantón-Baiyun      | AirAsia China Southern Airlines Malaysia Airlines                                                    | A3xx                |                       |        |
| Guilin              | Aeropuerto Internacional de Guilin             | AirAsia                                                                                              | A3xx                |                       |        |
| Kunming             | Aeropuerto Internacional de Kunming            | AirAsia                                                                                              | A3xx                |                       |        |
| Hangzhou            | Aeropuerto Internacional Xiaoshan              | AirAsia X                                                                                            | A330-343*           |                       |        |
| Nanning             | Aeropuerto Internacional de Nanning            | AirAsia                                                                                              | A3xx                |                       |        |
| Pekín               | Aeropuerto Internacional de Pekín-Daxing       | Air China AirAsia X Malaysia Airlines                                                                | A330-343*           |                       |        |
| Shanghái            | Aeropuerto Internacional Pudong                | AirAsia X Malaysia Airlines Shanghai Airlines                                                        | A330-343*           |                       |        |
| Shenzhen            | Aeropuerto Internacional de Shenzhen-Bao'an    | AirAsia                                                                                              | A3xx                |                       |        |
| Tianjin             | Aeropuerto Internacional de Tianjín-Binhai     | Xiamen Airlines                                                                                      |                     |                       |        |
| Wuhan               | Aeropuerto Internacional de Wuhan-Tianhe       | China Eastern Airlines                                                                               |                     |                       |        |
| Xi'an               | Aeropuerto Internacional de Xi'an-Xianyang     | AirAsia X                                                                                            | A330-343*           |                       |        |
| Corea del Sur       |                                                | |                     |                       |        |
| Busan               | Aeropuerto Internacional de Gimhae             | AirAsia X                                                                                            | A330-343*           |                       |        |
| Seúl                | Aeropuerto Internacional de Incheon            | AirAsia X Korean Air Malaysia Airlines                                                               | A330-343*           |                       |        |
| EAU                 |                                                | |                     |                       |        |
| Abu Dabi            | Aeropuerto Internacional de Abu Dabi           | Etihad Airways                                                                                       |                     |                       |        |
| Dubái               | Aeropuerto Internacional de Dubái              | Emirates Malaysia Airlines                                                                           |                     |                       |        |
| Filipinas           |                                                | |                     |                       |        |
| Cebú                | Aeropuerto Internacional de Mactán-Cebú        | AirAsia                                                                                              | A3xx                |                       |        |
| Clark               | Aeropuerto Internacional de Clark              | AirAsia                                                                                              | A3xx                |                       |        |
| Kalibo              | Aeropuerto Internacional de Kalibo             | AirAsia                                                                                              | A3xx                |                       |        |
| Manila              | Aeropuerto Internacional Ninoy Aquino          | AirAsia Malaysia Airlines Cebu Pacific Air                                                           | A3xx                |                       |        |
| Hong Kong           |                                                | |                     |                       |        |
| Hong Kong           | Aeropuerto Internacional de Hong Kong          | AirAsia Cathay Pacific Malaysia Airlines                                                             | A3xx                |                       |        |
| India               |                                                | |                     |                       |        |
| Amritsar            | Aeropuerto Internacional Sri Guru Ram Dass Jee | AirAsia X Malindo Air                                                                                | A330-343*           |                       |        |
| Bangalore           | Aeropuerto Internacional de Bangalore          | AirAsia Malaysia Airlines                                                                            | A3xx                |                       |        |
| Benarés             | Aeropuerto Internacional Lal Bahadur Shastri   | Malindo Air                                                                                          |                     |                       |        |
| Bombay              | Aeropuerto Internacional Chhatrapati Shivaji   | Air India Express Malaysia Airlines Malindo Air                                                      |                     |                       |        |
| Calcuta             | Aeropuerto Internacional de Calcuta            | AirAsia                                                                                              | A3xx                |                       |        |
| Chennai             | Aeropuerto Internacional de Chennai            | Air India Express AirAsia Malaysia Airlines                                                          | A3xx                |                       |        |
| Goa                 | Aeropuerto de Dabolim                          | AirAsia                                                                                              | A3xx                |                       |        |
| Hyderabad           | Aeropuerto Internacional de Hyderabad          | AirAsia Malaysia Airlines                                                                            | A3xx                |                       |        |
| Jaipur              | Aeropuerto de Jaipur                           | AirAsia X                                                                                            | A330-343*           |                       |        |
| Kochi               | Aeropuerto Internacional de Cochin             | AirAsia Malindo Air                                                                                  | A3xx                |                       |        |
| Nueva Delhi         | Aeropuerto Internacional Indira Gandhi         | Malaysia Airlines Malindo Air                                                                        |                     |                       |        |
| Ranchi              | Aeropuerto Internacional Birsa Munda           | AirAsia Malindo Air                                                                                  | A3xx                |                       |        |
| Tiruchirappalli     | Aeropuerto Internacional de Tiruchirapalli     | AirAsia Malindo Air                                                                                  | A3xx                |                       |        |
| Visakhapatnam       | Aeropuerto Internacional de Visakhapatnam      | AirAsia Malindo Air                                                                                  | A3xx                |                       |        |
| Indonesia           |                                                | |                     |                       |        |
| Balikpapan          | Aeropuerto Internacional de Balikpapan         | AirAsia                                                                                              | A3xx                |                       |        |
| Banda Aceh          | Aeropuerto Internacional de Banda Aceh         | AirAsia                                                                                              | A3xx                |                       |        |
| Bandung             | Aeropuerto Internacional de Bandung            | AirAsia Indonesia AirAsia Malindo Air                                                                | A3xx A32x           |                       |        |
| Denpasar            | Aeropuerto Internacional Ngurah Rai            | AirAsia Indonesia AirAsia Malaysia Airlines Malindo Air                                              | A3xx A32x           |                       |        |
| Yakarta             | Aeropuerto Internacional Soekarno-Hatta        | AirAsia Garuda Indonesia AirAsia KLM Kuwait Airways Lion Air Malaysia Airlines Malindo Air TransNusa | A3xx A32x ARJ21-700 |                       |        |
| Lombok              | Aeropuerto Internacional de Lombok             | AirAsia                                                                                              | A3xx                |                       |        |
| Macasar             | Aeropuerto Internacional de Macasar            | AirAsia                                                                                              | A3xx                |                       |        |
| Medan               | Aeropuerto Internacional Kuala Namu            | AirAsia Indonesia AirAsia Malaysia Airlines                                                          | A3xx A32x           |                       |        |
| Padang              | Aeropuerto Internacional de Padang             | AirAsia                                                                                              | A3xx                |                       |        |
| Palembang           | Aeropuerto Internacional de Palembang          | AirAsia                                                                                              | A3xx                |                       |        |
| Pekanbaru           | Aeropuerto Internacional de Pekanbaru          | AirAsia                                                                                              | A3xx                |                       |        |
| Pontianak           | Aeropuerto Internacional de Pontianak          | AirAsia                                                                                              | A3xx                |                       |        |
| Sandakan            | Aeropuerto Internacional de Sandakan           | AirAsia                                                                                              | A3xx                |                       |        |
| Semarang            | Aeropuerto Internacional de Semarang           | AirAsia                                                                                              | A3xx                |                       |        |
| Surabaya            | Aeropuerto Internacional Juanda                | AirAsia Indonesia AirAsia                                                                            | A3xx A32x           |                       |        |
| Surakarta           | Aeropuerto Internacional de Surakarta          | AirAsia                                                                                              | A3xx                |                       |        |
| Yogyakarta          | Aeropuerto Internacional de Yogyakarta         | AirAsia                                                                                              | A3xx                |                       |        |
| Irak                |                                                | |                     |                       |        |
| Bagdad              | Aeropuerto Internacional de Bagdad             | Iraqi Airways                                                                                        |                     |                       |        |
| Irán                |                                                | |                     |                       |        |
| Teherán             | Aeropuerto Internacional Imán Jomeini          | Iran Air Iran Aseman Airlines Mahan Air                                                              |                     |                       |        |
| Japón               |                                                | |                     |                       |        |
| Osaka               | Aeropuerto Internacional de Kansai             | AirAsia X Malaysia Airlines                                                                          | A330-343*           |                       |        |
| Tokio               | Aeropuerto Internacional de Haneda             | AirAsia X                                                                                            | A330-343*           |                       |        |
| Tokio               | Aeropuerto Internacional de Narita             | All Nippon Airways Batik Air Malaysia Japan Airlines Malaysia Airlines                               | B737-8MAX           |                       |        |
| Jordania            |                                                | |                     |                       |        |
| Amán                | Aeropuerto Internacional Queen Alia            | Royal Jordanian                                                                                      |                     |                       |        |
| Kazajistán          |                                                | |                     |                       |        |
| Almatý              | Aeropuerto Internacional de Almatý             | Air Astana                                                                                           |                     |                       |        |
| Kuwait              |                                                | |                     |                       |        |
| Ciudad de Kuwait    | Aeropuerto Internacional de Kuwait             | Kuwait Airways                                                                                       |                     |                       |        |
| Laos                |                                                | |                     |                       |        |
| Vientián            | Aeropuerto Internacional Wattay                | AirAsia                                                                                              | A3xx                |                       |        |
| Macao               |                                                | |                     |                       |        |
| Macao               | Aeropuerto Internacional de Macao              | AirAsia                                                                                              | A3xx                |                       |        |
| Maldivas            |                                                | |                     |                       |        |
| Malé                | Aeropuerto Internacional de Malé               | AirAsia Malaysia Airlines                                                                            | A3xx                |                       |        |
| Nepal               |                                                | |                     |                       |        |
| Katmandú            | Aeropuerto Internacional de Katmandú           | AirAsia X Malaysia Airlines Malindo Air Nepal Airlines                                               | A330-343* A3xxceo   |                       |        |
| Omán                |                                                | |                     |                       |        |
| Mascate             | Aeropuerto Internacional de Seeb               | Oman Air                                                                                             | B7x7                |                       |        |
| Pakistán            |                                                | |                     |                       |        |
| Islamabad           | Aeropuerto Internacional Benazir Bhutto        | Pakistan International Airlines                                                                      |                     |                       |        |
| Karachi             | Aeropuerto Internacional Jinnah                | Pakistan International Airlines                                                                      |                     |                       |        |
| Lahore              | Aeropuerto Internacional Allama Iqbal          | Pakistan International Airlines                                                                      |                     |                       |        |
| Peshawar            | Aeropuerto Internacional de Peshawar           | Pakistan International Airlines                                                                      |                     |                       |        |
| Catar               |                                                | |                     |                       |        |
| Doha                | Aeropuerto Internacional Hamad                 | Qatar Airways                                                                                        |                     |                       |        |
| Singapur            |                                                | |                     |                       |        |
| Singapur            | Aeropuerto Internacional de Singapur           | AirAsia Malaysia Airlines Malindo Air Oman Air Singapore Airlines Tigerair Uzbekistan Airways        | A3xx                |                       |        |
| Sri Lanka           |                                                | |                     |                       |        |
| Colombo             | Aeropuerto Internacional Bandaranaike          | AirAsia X Malaysia Airlines SriLankan Airlines                                                       | A330-343* A3xx      |                       |        |
| Tailandia           |                                                | |                     |                       |        |
| Bangkok             | Aeropuerto Internacional Don Mueang            | AirAsia Malindo Air Thai AirAsia                                                                     | A3xx A32x           |                       |        |
| Bangkok             | Aeropuerto Internacional Suvarnabhumi          | Egyptair Ethiopian Malaysia Airlines Malindo Air Thai Airways                                        |                     |                       |        |
| Chiang Mai          | Aeropuerto Internacional de Chiang Mai         | AirAsia                                                                                              | A3xx                |                       |        |
| Koh Samui           | Aeropuerto de Koh Samui                        | Bangkok Airways                                                                                      |                     |                       |        |
| Krabi               | Aeropueto Internacional de Krabi               | AirAsia                                                                                              | A3xx                |                       |        |
| Hat Yai             | Aeropuerto de Hat Yai                          | AirAsia                                                                                              | A3xx                |                       |        |
| Phuket              | Aeropuerto Internacional de Phuket             | AirAsia Malaysia Airlines Thai AirAsia                                                               | A3xx                |                       |        |
| Surat Thani         | Aeropuerto de Surat Thani                      | AirAsia                                                                                              | A3xx                |                       |        |
| Taiwán              |                                                | |                     |                       |        |
| Kaohsiung           | Aeropuerto Internacional de Kaohsiung          | AirAsia                                                                                              | A3xx                |                       |        |
| Taipéi              | Aeropuerto Internacional de Taiwán Taoyuan     | AirAsia X China Airlines EVA Air Malaysia Airlines                                                   | A330-343*           |                       |        |
| Turkmenistán        |                                                | |                     |                       |        |
| Asjabad             | Aeropuerto Internacional de Asjabad            | Turkmenistan Airlines                                                                                |                     |                       |        |
| Uzbekistán          |                                                | |                     |                       |        |
| Taskent             | Aeropuerto Internacional de Taskent            | Uzbekistan Airways                                                                                   |                     |                       |        |
| Vietnam             |                                                | |                     |                       |        |
| Ciudad Ho Chi Minh  | Aeropuerto Internacional de Tan Son Nhat       | AirAsia Malaysia Airlines Vietnam Airlines                                                           | A3xx                |                       |        |
| Đà Nẵng             | Aeropuerto Internacional de Đà Nẵng            | AirAsia                                                                                              | A3xx                |                       |        |
| Hanói               | Aeropuerto Internacional de Nội Bài            | AirAsia Malaysia Airlines Vietnam Airlines                                                           | A3xx                |                       |        |
| Europa              |                                                | |                     |                       |        |
| Alemania            |                                                | |                     |                       |        |
| Fráncfort del Meno  | Aeropuerto de Fráncfort del Meno               | Condor                                                                                               |                     |                       |        |
| Francia             |                                                | |                     |                       |        |
| París               | Aeropuerto de París-Charles de Gaulle          | Air France                                                                                           |                     |                       |        |
| Países Bajos        |                                                | |                     |                       |        |
| Ámsterdam           | Aeropuerto de Ámsterdam-Schiphol               | KLM                                                                                                  |                     |                       |        |
| Reino Unido         |                                                | |                     |                       |        |
| Londres             | Aeropuerto de Londres-Heathrow                 | British Airways Malaysia Airlines                                                                    |                     |                       |        |
| Turquía             |                                                | |                     |                       |        |
| Estambul            | Aeropuerto Internacional Atatürk               | Turkish Airlines                                                                                     |                     |                       |        |
| Oceanía             |                                                | |                     |                       |        |
| Australia           |                                                | |                     |                       |        |
| Adelaida            | Aeropuerto Internacional de Adelaida           | AirAsia X Batik Air Malaysia Malaysia Airlines                                                       | A330-343* B737-8MAX |                       |        |
| Darwin              | Aeropuerto Internacional de Darwin             | Malaysia Airlines                                                                                    |                     |                       |        |
| Gold Coast          | Aeropuerto de Gold Coast                       | AirAsia X                                                                                            | A330-343*           |                       |        |
| Melbourne           | Aeropuerto de Avalon                           | AirAsia X                                                                                            | A330-343*           |                       |        |
| Melbourne           | Aeropuerto Internacional Tullamarine           | Batik Air Malaysia Malaysia Airlines Emirates                                                        | B737-8MAX           |                       |        |
| Perth               | Aeropuerto de Perth                            | AirAsia X Malaysia Airlines                                                                          | A330-343*           |                       |        |
| Sídney              | Aeropuerto Internacional Kingsford Smith       | AirAsia X Malaysia Airlines Malindo Air                                                              | A330-343*           |                       |        |
| Nueva Zelanda       |                                                | |                     |                       |        |
| Auckland            | Aeropuerto Internacional de Auckland           | Malaysia Airlines                                                                                    |                     |                       |        |

### Aerolíneas de Cargas
Las siguientes aerolíneas utilizan el aeropuerto:
- Air Atlanta Icelandic
- Asiana Airlines
- Cargolux
- China Airlines Cargo
- DHL
- EVA Air Cargo
- FedEx
- JAL Cargo
- KLM Cargo
- Korean Air Cargo
- Lufthansa Cargo
- Nippon Cargo Airlines
- Republic Express
- Transmile Air Services
- United Parcel Service

## Estadísticas
Ver fuente y consulta Wikidata.

## Incidentes
- En el 2001, un Boeing 747 de Saudi Arabian Airlines sufrió daños en su extremo delantero cuando cayó a una zanja de drenaje (especialmente construida por la abundancia de monzones) mientras era conducido desde el hangar hacia la puerta de embarque, previo a emprender el viaje de regreso a Arabia Saudita. Ninguno de los seis miembros de personal a bordo sufrió heridas.

## Galería

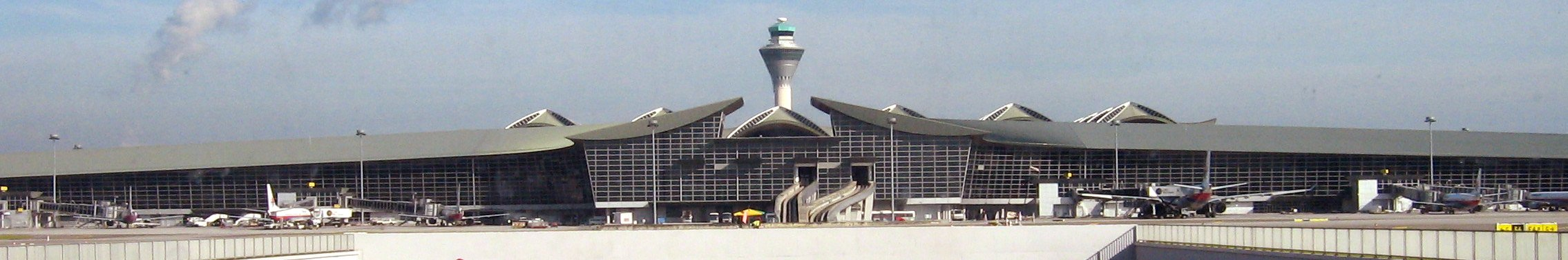
Vista panorámica de la Terminal Principal y el Muelle de Contacto.